# Bon Henri Pierre de Blangy
Bon Henri Pierre Le Viconte de Blangy (écrit indifféremment Leviconte), né le 27 octobre 1775 à Paris et mort le 30 octobre 1827 à Boissey-le-Châtel (Eure) est un homme politique français.

## Biographie
Bon Henri Pierre Le Viconte de Blangy est le fils de messire Pierre Constantin Le Viconte de Blangy (°1722), comte de Blangy[réf. nécessaire], seigneur châtelain de Villers-Bocage, Maisoncelle, Pellevey, baron de Tracy[réf. nécessaire], seigneur de Berville, Theillement[réf. nécessaire], lieutenant général des armées du roi, chevalier de Saint-Louis, et de son épouse, Anne Marie Pierrette de Bouthillier.
Il est présenté de minorité à l'ordre de Saint-Jean de Jérusalem dès sa naissance en 1775 mais il ne deviendra jamais chevalier de l'ordre, ce qui lui permet de se marier en 1803.
Propriétaire, maire de Boissey-le-Châtel, il est élu député de l'Eure en août 1815. Il siège à la Chambre introuvable jusqu'à la dissolution de novembre 1816.
Il est à nouveau élu au scrutin de mars 1824 et siège parmi les ultraroyalistes pendant la IIIe législature de la seconde Restauration, jusqu'à sa mort en 1827. 
Il est également membre du conseil général de l'Eure. 
Joseph de Villèle lui fait accorder la croix de Saint-Louis.

## Mariage et descendance
Il épouse à Paris en 1803 Marie Catherine Madeleine Thérèse de Monsures (Montonvillers 4 août 1775 - Boissey-le-Châtel 12 octobre 1833), fille de Léonor Chrétien, marquis de Monsures (1724-1809), et d'Urbaine Marie Jeanne Le Normand de Victot , sa seconde épouse. Tous deux eurent un fils unique :
- Christian Marie Pierre Le Viconte de Blangy, comte de Blangy (1808 - Paris 7e, 28 avril 1896), gentilhomme honoraire de la chambre du roi Charles X, maire de Boissey-le-Châtel, conseiller général du canton de Bourgtheroulde. Il fut président de la société libre d'agriculture, sciences, arts et belles-lettres de l'Eure en 1888[5]. Il épouse en 1828 Marie Marguerite Eugénie Jehannot de Bartillat. Elle meurt à Boissey-le-Châtel le 9 janvier 1892.

## Pour approfondir